# St. George (Kansas)
Pour les articles homonymes, voir St. George.
St. George est une ville américaine située dans le comté de Pottawatomie, au Kansas. Selon le recensement de 2010, sa population est de 639 habitants.